# Рублин
Рублин (укр. Рублин) — село в Золотопотокской поселковой общине Чортковского района Тернопольской области Украины.
До 2020 года входило в Бучачский район.
Код КОАТУУ — 6121255503. Население по переписи 2001 года составляло 286 человек.

## Географическое положение
Село Рублин находится на левом берегу реки Барыш в месте впадения в неё реки Жванец,
ниже по течению на расстоянии в 1,5 км расположено село Сновидов,
на противоположном берегу — село Стенка.

## История
- Село известно с XVIII века.

## Объекты социальной сферы
- Школа I ст.
- Клуб.
- Фельдшерско-акушерский пункт.